# Clarence W. Spicer

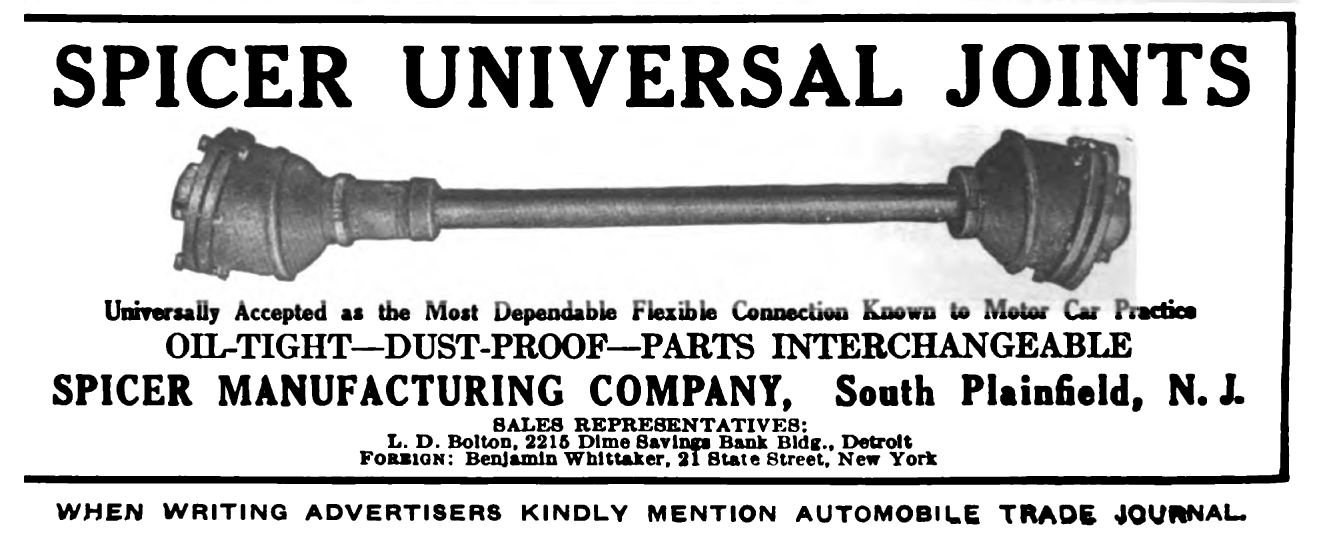
Spicer Manufacturing Companys annons för kardanknutar i Automobile Trade Journal, 1916

Clarence Winfred Spicer, född 30 november 1875 i Edelstein i Illinois i USA, död 21 november 1939 i Miami-Dade County i Florida, var en amerikansk ingenjör och uppfinnare. Han är mest känd för att ha utvecklat den första användbara kardanknuten för fordon.
Clarence Spicer föddes som det tredje av fyra barn barn till mjölkbönderna John och Cornelia Babcock Spicer. Familjen Spicer drev ett gårdsmejeri i Illinois, och Clarence Spicer lärde sig vid unga år att underhålla mejeriutrustning som hjälpreda till fadern. Han studerade 1891–1894 på sjundedagsadventisternas Alfred Academy i Alfred i delstaten New York, som han fick lämna utan att ta examen för att överta driften av mejeriet, efter det att fadern skadats i en olycka.   
Clarence Spicer studerade från 1899 mekanik och elektronik på Cornell University, där hans klass gjorde en konstruktion av en bil som eget arbete. I samband med detta utvecklade Spicer en konstruktion på en kardanknut som var användbar för vägfordon. Uppmuntrad av sin lärare Dean Robert H. Thurston sökte och fick Spicer ett patent för en fordonskardanknut 1903, varefter han lämnade Cornell University under kursens sista termin för att börja tillverkning för försäljning.
Han kunde starta produktion i ett samarbete med Potter Printing Press Company i Plainfield i New Jersey i april 1904. I maj 1905 bildade han Spicer Universal Joint Manufacturing Company, som namnändrades till Spicer Manufacturing Company 1909. Företaget namnändrades 1946 och är heter numera Dana Incorporated, med huvudkontor i Toledo, Ohio.
Clarence Spicer gifte sig 1896 med Anna Olive Burdick, som varit studiekamrat i Alfred. 